# Пас-де-ла-Каса
Эль-Пас-де-ла-Каса, точнее Эль-Пас-де-ла-Каза (кат. El Pas de la Casa) — город и горнолыжный курорт в пароккии Энкам в Андорре, расположенный на границе с Францией, в горнолыжном районе Грандвалира.
Расположен у перевала Пас-де-ла-Каса, находящегося на пиренейском водоразделе на высоте 2408 м.
Собственно курорт находится на стороне перевала, обращённой к Франции. Первый подъёмник был открыт в 1957 году. Сейчас на курорте 31 подъёмник, 100 км горнолыжных трасс и 6,26 км² площади катания. Наивысшая точка курорта размещается на высоте 2460 м. Курорт Пас-де-ла-Каса является наиболее снежным и высокогорным в Андорре, а также наиболее легкодоступным, и в основном посещается туристами из Великобритании и Ирландии, а также Франции и Испании. Официальным языком является каталанский, хотя многие говорят по-французски.
В городе существует Валирский фронт освобождения (фр. Front Envaliran de Libération), движение, выступающее за переход в состав Франции из-за значительной близости с ней. Однако, ВФО не имеет значительного влияния.
В 2015 году в городе была одноимённая футбольная команда.